# Дворец Сапег (Варшава)
Дворец Сапег', иногда Сапегов (пол. pałac Sapiehów w Warszawie) — один из дворцов, расположенных в Новом городе, районе Варшавы (Польша). Дворец ранее принадлежал могущественной семье Сапегов, давших своё имя дворцу, сейчас в нём расположена окружная школа.

## История

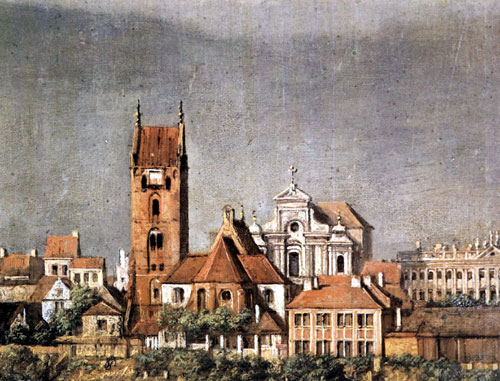
Дворец виден справа на картине Бернардо Беллотто, 1770 год

Дворец был построен по заказу Яна Фредерика Сапеги, канцлера великого литовского, в стиле рококо в 1731—1746 годах архитектором Яном Зигмунтом Дейбелем. Он возводился во французском дворцовом стиле, называемом особняковым. В это время он состоял из пятиосевого главного здания (corps de logis) и двух отдельных зданий между дворцом и улицей. Между 1741—1742 годами одноэтажное отдельно стоящее здание было соединено с дворцовым комплексом, а в 1771—1790 годах и второе здание воссоединилось с главным corps de logis.
В 1818—1820 годах ко дворцу была сделана пристройка, где разместились казармы Сапега (Koszary sapieżyńskie). Преобразование здания в неоклассический стиль было дело рук архитектора Вильхельма Хенрика Минтера. Во время Ноябрьского восстания в 1830—1831 годов дворец служил казармой для польского 4-го пехотного полка.
Дворец был разрушен в 1944 году немецкими войсками, в 1950-е годы его восстановила Мария Захватовихова.
В 1965 году восстановленный дворец вписали в число охраняемых памятников архитектуры.